# Loculla senzea
Loculla senzea är en spindelart som beskrevs av Roewer 1960. Loculla senzea ingår i släktet Loculla och familjen vargspindlar.
Artens utbredningsområde är Kongo. Inga underarter finns listade i Catalogue of Life.